# Liberato de Cartago
Liberato de Cartago (em latim: Liberatus; fl. século VI) foi um arcediago e o autor de uma importante história das controvérsias nestoriana e monofisista que abalaram a Igreja Cristã durante os séculos V e VI..

## Biografia
Em 535, foi enviado a Roma como um legado de um grande sínodo africano de duzentos e dezessete bispos para se consultar com o Papa Agapito I (r. 535–536) sobre um conjunto de questões. Como a maior parte dos norte-africanos, ele se opunha veementemente ao édito de Justiniano I contra os "Três Capítulos", de 544. Ele também era frequentemente empregado pelos bispos africanos como embaixador nas disputas que surgiram sobre a questão. 

## Breviário
"Cansado dos labores da viagem e descansando a mente um pouco dos problemas temporais" (de acordo com a introdução de seu livro), ele utilizava seu tempo livro para compor um sumário da história das duas grandes heresias do século anterior. Seu objetivo era mostrar claramente o quão equivocada fora a condenação do imperador em relação aos "Três Capítulos". A obra é chamada Breviarium causae Nestorianorum et Eutychianorum ("Um breve relato sobre a questão dos nestorianos e eutiquianos"), chamado frequentemente simplesmente de Breviarium de Liberatus.
O Breviário começa com a ordenação de Nestório em 428 e termina com o quinto concílio ecumênico. Como o autor cita o patriarca de Alexandria Teodósio como estando ainda vivo (cap. xx), é evidente que a obra foi escrita antes de 567, o ano em que ele morreu. Por outro lado, Liberato relata a morte do Papa Vigílio (que ocorreu em junho de 555). Suas fontes autoritárias era a Historia tripartita de Cassiodoro, os atos dos sínodos e cartas dos bispos contemporâneos. A despeito do objetivo controverso e sua indignação contra os monofisistas e todos os que estavam envolvidos na condenação dos "Três Capítulos", sua breve história foi bem escrita e de forma correta, sendo um importante documento sobre a história destes movimentos. 